# Mirabella (cavallo)
Mirabella è stata una cavalla dal manto baio. È famosa per aver vinto tre volte il Palio di Siena, tra il 1971 ed il 1972.

## Carriera
Mirabella, dopo essere già stata presentata una volta alla tratta senza fortuna, viene scelta per correre il Palio del 16 agosto 1970. La sorte la conduce nella stalla della Nobile Contrada dell'Oca, che la affida ad Andrea Degortes detto Aceto. L'accoppiata riesce in una buona partenza, ma, visto anche l'ostacolo posto dalla Torre, non riesce ad arrivare al successo.
L'anno seguente per la cavalla arriva la prima vittoria. La tratta la manda nella Pantera, che il 2 luglio 1971 mette a cavallo Leonardo Viti detto Canapino. La mossa vede la Pantera sfilare prima, ma viene subito ripresa da Drago e Istrice. All'inizio del secondo giro, dopo la caduta di queste due contrade, la Pantera balza nuovamente in testa, lasciando dietro di sé un grande distacco. Mirabella esce per la prima volta vittoriosa sorprendendo Siena.
Il 16 agosto dello stesso anno Mirabella è di nuovo a correre il Palio. Questa volta indossa la spennacchiera del Leocorno ed è montata da Bruno Blanco detto Parti e vai. Ancora una volta la cavalla sfila nelle prime posizioni, ma non riesce a bissare il successo.
Il 1972 è l'anno d'oro di Mirabella. Per il Palio del 2 luglio, assegnata alla Contrada della Tartuca, viene montata nuovamente da Andrea Degortes detto Aceto. Dopo una buona partenza guadagna la testa al primo Casato. La sua corsa viene ostacolata dal Valdimontone, che guadagna la testa all'ultimo giro. Tuttavia Orbello, cavallo del Montone, non gira all'ultimo San Martino e la Tartuca guadagna nuovamente il comando della corsa. Le insidie però non sono finite, perché all'ultima curva del Casato la Lupa si accosta alla Tartuca, che riesce comunque a conquistare un palio sudato fino agli ultimi metri.
Mirabella corre anche ad agosto, nella Giraffa con Vincenzo Foglia detto Frasca. L'accoppiata giraffina non riesce a vincere e si classifica seconda (con il fantino che cade all'ultimo Casato e lascia Mirabella scossa).
Ancora una volta Mirabella è protagonista a Siena nel Palio straordinario dedicato ai 500 anni dalla fondazione del Monte dei Paschi di Siena, corso il 17 settembre 1972 alla presenza dell'allora Presidente della Repubblica Italiana Giovanni Leone. A causa del maltempo non viene disputata nessuna prova e i cavalli vengono portati a fare qualche sgambatura in un impianto per le corse regolari vicino a Siena. La corsa di Mirabella montata da Aceto, con i colori dell'Istrice, è tutta nelle posizioni di testa. Al secondo San Martino Mirabella è prima e mantiene la sua posizione fino a vincere il suo terzo Palio.
Il 2 luglio 1973 ad accoglierla è la Contrada del Drago, la quale affida Mirabella a Eletto Alessandri detto Bazza. Al primo San Martino il Drago gira primo, ma viene subito superato dal Bruco e dal Nicchio che, ostacolandosi a vicenda, cadono entrambi al secondo San Martino. Mirabella si ritrova quindi nuovamente in testa, ma all'ultima curva del Casato viene superata dalla Contrada della Lupa che va a vincere.
Ad agosto del 1974 Mirabella è di nuovo in Piazza del Campo a difendere i colori della  Tartuca con l'esordiente Elio Tordini detto Liscio. Visto il posto di rincorsa, Mirabella non riesce a figurare nelle prime posizioni. Dopo questo Palio non verrà più presentata alla tratta, chiudendo la sua carriera paliesca con otto presenze e tre vittorie.

## Presenze al Palio di Siena
Le vittorie sono evidenziate ed indicate in neretto.
| Palio             | Contrada | Fantino                               |
| ----------------- | -------- | ------------------------------------- |
| 16 agosto 1970    | Oca      | Andrea Degortes detto Aceto           |
| 2 luglio 1971     | Pantera  | Leonardo Viti detto Canapino II       |
| 16 agosto 1971    | Leocorno | Bruno Blanco detto Parti e vai        |
| 2 luglio 1972     | Tartuca  | Andrea Degortes detto Aceto           |
| 16 agosto 1972    | Giraffa  | Vincenzo Foglia detto Frasca (scosso) |
| 17 settembre 1972 | Istrice  | Andrea Degortes detto Aceto           |
| 2 luglio 1973     | Drago    | Eletto Alessandri detto Bazza         |
| 16 agosto 1974    | Tartuca  | Elio Tordini detto Liscio             |